# 奥德纳尔德
奥德纳尔德（荷蘭語：Oudenaarde，荷蘭語發音：[ˈʌu̯dənaːrdə] ⓘ，法語發音：[odnaʁd]）是比利时弗拉芒大區东佛兰德省的一座城市，通行荷蘭語，是弗拉芒社群的一部分，面积68.92平方千米，人口31,866人（2022年1月1日）。

## 友好城市
- 德国 科堡（1972年）
- 荷蘭 貝亨奧普佐姆（1986年）
- 義大利 马达马堡（1986年）
- 法國 阿拉斯（1990年）
- 英国 黑斯廷斯（1991年）
- 羅馬尼亞 布澤烏（2007年）